# Amedeo Gennarelli
Amedeo Gennarelli (* 1881 in Neapel, Italien; † 1943)  italienischer Bildhauer des Art déco.

## Leben
Amedeo Gennarelli war Schüler von Francesco Jerace. 1909 emigrierte er nach Frankreich, wo er sich in Paris niederließ. Er war bekannt für seine Frauenakte. Seinen ersten Akt zeigte er 1913 auf dem Salon der Société des Artistes Français, wo er bis 1936 regelmäßig ausstellte. Für seine Arbeiten benutzte er Materialien wie Bronze, Marmor, Keramik und gelegentlich auch Holz. Einige seiner Arbeiten wurden von dem Éditeur d’art (Kunstverleger) und Bildgießer Jules Levi-Lehmann sowie von Arthur Goldscheider handwerklich umgesetzt und vertrieben.

## Werke (Auswahl)
- Pigeon voyageur
- Au Destiny
- La danseuse
- Bières glacées
- Des archers
- Femme avec Lyre